# Baade 152
Baade 152 tudi Dresden 152, VL-DDR 152 ali samo 152 je bilo prvo nemško potniško reaktivno letalo. Zgradili so ga v Vzhodni Nemčiji v 1950ih. Zasnovan je bil na podlagi OKB-1 150, deloma tudi na podlagi letal Junkers. Zgradili so samo dva leteča prototipa in enega nedeljujočega. 152 je imel visoko nameščeno krilo, pod vsakim krilom sta bila dva turboreaktivna motorja Pirna 014 - skupaj štirje motorji.

## Specifikacije(152/II V4)
Podatki iz 152 Homepage
Splošne karakteristike
- Posadka: 6
- Število sedežev: 48-72
- Dolžina: 31,4 m (103 ft)
- Razpon kril: 26,3 m (86,3 ft)
- Višina: 9,00 m (29,5 ft)
- Površina kril: 136 m² (1463 sq. ft)
- Teža praznega letala: 28580 kg (63008 lbs)
- Maks. vzletna teža: 46500 kg (102514 lbs)
- Pogon letala: 4 × Pirna 014 turboreaktivni motor, 30,9 kN (6946,5 lbs) vsak

 Zmogljivost 
- Maks. hitrost: 920 km/h (572 mph)
- Potovalna hitrost: 800 km/h (497 mph)
- Doseg: 2000-2500 km (1242-1553 milj)